# 마쓰다이라 가쓰시게
마쓰다이라 가쓰시게(일본어: 松平勝茂, ? ~ 1533년)는 센고쿠 시대 무장이다. 마쓰다이라 향 마쓰다이라 가 제5대 당주. 마쓰다이라 향 마쓰다이라 가의 4대 당주 마쓰다이라 나가카쓰의 장남으로 태어났다.
1493년(메이오 2년), 이다노(井田野)에서의 전투에 아버지와 함께 참전한다. 그 후, 이와즈 성(岩津城) 밖에서 데라베(寺部)ㆍ히로세(広瀬)의 토호들과의 전투로 인한 중상이 원인이 되어 사망하였다.
| 전임 마쓰다이라 나가카쓰 | 제5대 마쓰다이라 향 마쓰다이라 가 당주 ? ~ 1533년 | 후임 마쓰다이라 노부요시 |